# Adrien Rommel
Adrien Géry Rommel (ur. 4 sierpnia 1914 w Paryżu, zm. 21 czerwca 1963 w Clichy) – francuski florecista, dwukrotny mistrz olimpijski i wielokrotny medalista mistrzostw świata.
Na igrzyskach olimpijskich w Londynie w 1948 roku wspólnie z André Boninem, Jéhanem de Buhanem, Christianem d’Oriolą, René Bougnolem i Jacquesem Lataste zdobył złoty medal drużynowo. Na rozgrywanych cztery lata później igrzyskach olimpijskich w Helsinkach Francuzi w składzie: Claude Netter, Jéhan de Buhan, Jacques Lataste, Jacques Noël, Christian d'Oriola i Adrien Rommel ponownie zwyciężyli w zawodach drużynowych. W obu przypadkach nie startował w zawodach indywidualnych.
Podczas mistrzostw świata w Lizbonie w 1947 roku razem z Boninem, Bougnolem, de Buhanem i d’Oriolą zwyciężył w zawodach drużynowych. W tej samej konkurencji zdobywał też złote medale na mistrzostwach świata w Sztokholmie (1951) i mistrzostwach świata w Brukseli (1953) oraz srebrne na mistrzostwach świata w Kairze (1949), mistrzostwach świata w Monte Carlo (1950) i mistrzostwach świata w Luksemburgu (1954).